# Sebastián Franco
Pour les articles homonymes, voir Franco (homonymie).
Sebastián Franco Smeets, né le 5 août 1975,, est un coureur cycliste espagnol. Durant sa carrière, il participe à des compétitions sur route et sur piste.

## Biographie
Sebastián Franco est notamment devenu à plusieurs reprises champion d'Espagne de poursuite par équipes, avec le comité catalan. Il a également remporté diverses étapes du Tour de Tarragone en 2005 et 2006. 

## Palmarès

### Palmarès sur route
- 1999
  - 2e du Tour d'Albacete
- 2001
  - Vuelta a la Ribera
- 2005
  - 4eb étape du Tour de Tarragone
- 2006
  - 1re et 4ea étapes du Tour de Tarragone
  - 2e du Trofeu Joan Escolà

### Palmarès sur piste
- 2003
  -  Champion d'Espagne de poursuite par équipes
- 2004
  -  Champion d'Espagne de poursuite par équipes
  - 2e du championnat d'Espagne de la course aux points
- 2005
  - 2e du championnat d'Espagne de poursuite par équipes
  - 3e du championnat d'Espagne du scratch
- 2006
  -  Champion d'Espagne de poursuite par équipes